# 무한대를 본 남자
《무한대를 본 남자》(The Man Who Knew Infinity)는 영국에서 제작된 매튜 브라운 감독의 2015년 드라마 영화이다. 데브 파텔 등이 주연으로 출연하였고 맷 브라운 등이 제작에 참여하였다. 이 영화는 로버트 카니겔의 동명의 책 The Man Who Knew Infinity에 기반을 둔다.
영화 촬영은 2014년 8월 케임브리지 트리니티 칼리지에서 시작되었다.

## 출연

### 주연
- 데브 파텔
- 제레미 아이언스

### 조연
- 토비 존스
- 스티븐 프라이
- 제레미 노덤
- 케빈 맥널리
- 엔조 실렌티
- 데비카 비스
- 리차드 존슨
- 알렉산더 쿠퍼
- 샤자드 라티프
- 패드레익 들러니
- 리처드 커닝햄
- 로저 나라얀
- 니콜라스 애그뉴
- 산 쉘라

## 기타
- 의상: 앤 마스크레이